# 豊橋市立豊城中学校
豊橋市立豊城中学校（とよはししりつほうじょうちゅうがっこう）は、愛知県豊橋市今橋町にある公立中学校。

## 概要
ノーチャイム制を導入しており、生徒の主体的な「考動」を実践している。
生徒数はドーナツ化現象の影響で市内中心部の人口が減り、生徒数約300名の小規模校である。
周辺には国道1号線や豊川（とよがわ）が流れているほか、豊橋市役所、吉田城址などが隣接している。

## 沿革
- 1947年（昭和22年）4月 - 豊橋市立中部第二中学校として開校。
- 1948年（昭和23年）10月 - 豊橋市立豊城中学校に改称。
- 1965年（昭和40年）4月 - 特殊学級を開設。

## 教育目標
- 自ら考え行動できる生徒
- 思いやりのある生徒
- ねばり強い生徒

## 主な学校行事
- 豊城祭 - 体育と文化の祭典。体育祭と文化祭が生徒会主体で運営・実行させる。

生徒会で運営する行事も多々ある

## 部活動
- サッカー部
- ソフトテニス部
- バスケットボール部
- 剣道部
- 水泳部
- 吹奏楽部
- 人形浄瑠璃部

陸上部、駅伝部は普段の活動はなく、大会前のみの活動となる。

## 沿革
- 1947年（昭和22年）4月 - 豊橋市立中部第二中学校創立。
- 1948年（昭和23年）10月 - 豊橋市立豊城中学校に改称。
- 1998年（平成10年）4月 - ノーチャイム制導入。
- 1999年（平成11年）4月 - 男子制服がブレザーに変更。

## 所在地
- 〒440-0801　愛知県豊橋市今橋町2番地1

## アクセス
- 豊橋鉄道市内線
  - 市役所前停留場下車、徒歩約8分
- 豊鉄バス豊川線・新豊線
  - 豊橋市役所前バス停下車、徒歩約5分

## その他
かつては校舎屋上に豊城中シンボルタワー「希望」が設置され、夜間はライトアップされ国道1号の吉田大橋から見ることができた。校舎工事等の理由で、屋上から地上に設置場所が変更されている。屋上設置期間は約1年であった。

## 著名な出身者
- 鈴木亜由子 - 陸上競技選手、リオデジャネイロオリンピック日本代表選手。